# Вієцький Дмитро Олександрович
Дмитро Олександрович Віє́цький (нар. 19 лютого 1998, Жмеринка) — український волейболіст, який грає на позиції діагонального, та пляжний волейболіст. Гравець збірної України та СК «Прометей» із Дніпра.

## Життєпис
Народжений 19 лютого 1998 року в м. Жмеринці.
У серпні 2015 року був студентом І курсу факультету фізичної культури Кам'янець-Подільського національного університету імені Івана Огієнка.
Грав у складах харківського «Локомотива» (2015—2018; більшу частину сезону 2015—2016 провів в оренді в сумському клубі «Хімпром-СумДУ»), хмельницького «Новатора» (2018), сербської «Воєводини» (2018/19) і катарського «Полісу» (2019/20), нижньогородського АСК (2020/21). У червні 2021 перейшов до СК «Епіцентр-Подоляни» з Городка на Хмельниччині.
Гравець збірної України (U-20).

### Досягнення
- MVP Кубка Хортиці[8],
- віцечемпіон Європи з пляжного волейболу (U-18, Латвія, 2015)[3].